# Bloomeria humilis
Espèce
Classification APG III (2009)
Bloomeria humilis est une espèce de plantes de la famille des Asparagacées. Elle est endémique du comté de San Luis Obispo en Californie.